# 所羅門群島—美國關係
所罗门群岛－美国关系是指所罗门群岛与美国之间的双边关系。

## 历史
美国和所罗门群岛于1978年7月7日建立外交关系。美国在所羅門群島的事務曾经由位於莫尔斯比港的美国駐巴布亞新幾內亞大使馆处理。所罗门群岛议会大厦由美国国会出资兴建。
2019年，由於所羅門群島與中華民國斷交並於中華人民共和國建交，時任美国副总统迈克·彭斯取消了与所罗门群岛总理梅納西·索加瓦雷的会晤，美国也重新评估了对所罗门群岛的援助。 
2021年，美國向所羅門群島捐贈10万剂疫苗。2022年2月，美国国务卿安東尼·布林肯在访问斐济期间宣布美国打算重啟此前於1993年关闭的位於霍尼亞拉的美國驻所羅門大使館。4月，美國向所罗门群岛捐赠逾5.2万剂新冠疫苗。2023年2月2日，美國駐所羅門群島大使館重新開放。